# Epístola a Filémon
A Epístola a Filémon, geralmente referida apenas como Filémon (também chamado de Filemon ou Filemom), é o décimo-oitavo livro do Novo Testamento da Bíblia. Faz parte do chamado corpus paulinum, o grupo de cartas escritas pelo (ou associadas ao) apóstolo Paulo.

## Estrutura
a. Saudação (1-3)
b. Ações de Graça (4-7)
c. Intercessão por Onésimo (8-22)
i. O envio de Onésimo a Filemon (8-16)
1. A pessoa de Onésimo (8-10)
2. O valor de Onésimo (11)
3. A liberdade de Onésimo sugerida (12-16)
ii. A recepção de Filemon a Onésimo (17-22)
d. Saudações Finais (23-25)

## Autoria
Esta é uma das poucas cartas sobre a qual não residem dúvidas quanto à autenticidade da autoria paulina.
Dentre todas as epístolas de Paulo, Filemon é a que mais se aproxima da forma das antigas cartas privadas. Seus traços pessoais apelam para a veracidade de Paulo como autor.

## Conteúdo
A carta inicia-se com uma apresentação (Filémon 1:1-3). Logo após, há os agradecimentos a Filemon por seu amor e por sua fé (Filemon 1:4-7).
A parte central da carta é o pedido feito a Filemon a respeito do escravo Onésimo. Este havia fugido e, neste ínterim, se convertido ao cristianismo. Paulo, então, pede a Filemon que perdoe Onésimo e o acolha como um irmão em Cristo (vv. 8-22) (Filemon 1:8-22).
Por fim, há as saudações finais (Filemon 1:23) e uma bênção (Filemon 1:25).

## Temas
Pelo menos, dois temas principais são desenvolvidos na epístola: a necessidade do perdão, e a aplicação dos valores cristãos à realidade social (especificamente, ao problema da escravidão).
A expressão da espiritualidade cristã precisava ser traduzida no perdão: esta é a essência do apelo de Paulo a Filêmon. Empregando um trocadilho, o apóstolo escreve acerca de Onésimo, cujo nome significa "útil", que Ele, antes, te foi inútil; atualmente, porém, é útil, a ti e a mim (Filemon 1:11), ou seja, as relações mudaram: a utilidade de Onésimo para a Igreja era, agora, maior que para o próprio Filêmon. Perdoar seu escravo fugitivo era prestar um serviço à Igreja.
Quanto à questão da escravidão, Paulo não propõe uma subversão desta instituição característica do período. O cristianismo, ao que parece, não deveria alterar os modelos sociais vigentes. Uma mudança interior de atitude era o que se requeria. Esta mudança interior em Filemon seria mais importante do que qualquer mudança na própria instituição da escravidão.

## Comentários sobre a epístola
Há uma conexão grande entre as cartas a Filemon e aos Colossenses. Além do estilo semelhante, as mesmas pessoas mencionadas em Filemon (como o próprio Onésimo, Arquipo e Lucas, por exemplo) aparecem também em Colossenses. Isto leva a crer que as duas cartas foram escritas na mesma época, provavelmente entre os anos 59 e 61, período em que Paulo estava preso em Roma.
Filemon é uma epístola dirigida a um indivíduo específico. Um  de seus escravos, chamado Onésimo, havia fugido aparentemente depois de um roubo (cf. Filemon 1:18). Em situação desconhecida, Onésimo conheceu Paulo e, pelo testemunho deste, acabou por se converter (Filemon 1:10).
Paulo solicita, então, por meio da carta, que Filemon receba seu escravo fugitivo de volta não como um servo, mas como um irmão. Dois elementos são notáveis aí: Paulo não usa de sua autoridade apostólica (Filemon 1:8-14); e Paulo não pede a libertação de Onésimo. Ele apela à consciência de Filêmon para que o perdoe, ainda que o mantivesse como seu servo.